# شارع لودفيغ

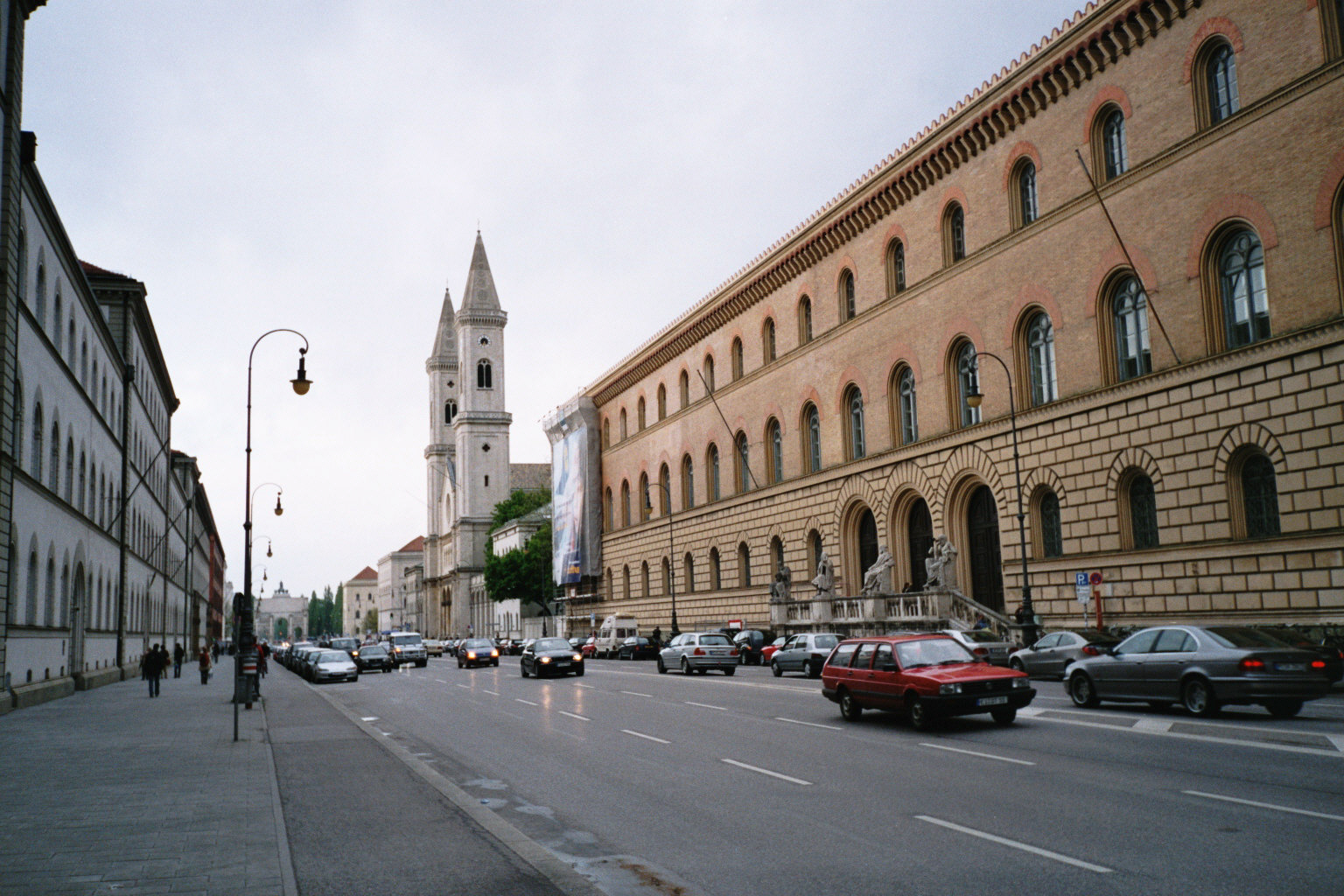
شارع لوديفيغ، ميونخ

شارع لودفيغ في ميونخ هو واحد من الطرق الملكية الأربعة في المدينة مع شارع بيرانير (Brienner Straße) وشارع ماكسيميليان (Maximilianstraße) وشارع الأمير ريجنت (Prinzregentenstraße). كان الموكل هو لودفيغ الأول ملك بافاريا، وسميت الطرق على شرفه. لا يزال هو أكبر شارع في المدينة بمبانيه العامة المحافظة على شكلها المعماري، مع الشارع الكبير يمكن القول عنه «جدير بالمملكة» كما طلبه الملك لودفيغ. شارع لودفيغ خدم أيضاً في مسيرات الدولة ومواكب الجنازات.